# یوری چینن
یوری چینن (انگلیسی: Yuri Chinen؛ زادهٔ ۳۰ نوامبر ۱۹۹۳) بازیگر، صداپیشه و خواننده اهل کشور ژاپن است. از فیلم‌هایی که وی در آن نقش صداپیشگی داشته است می‌توان به انیمیشن شمشیر غریبه اشاره کرد.